# Ворогушин, Юрий Владимирович
Юрий Владимирович Ворогу́шин (21 июня 1913, Тула, Российская империя — 4 декабря 1965, Тула, СССР), член Союза художников СССР, заслуженный художник РСФСР, участник Великой Отечественной войны.

## Биография
Родился 21 июня 1913 года в Туле.
В 1932—1934 годах учился в Тульском горном техникуме. Во время учёбы подрабатывал художником в областной газете «Коммунар». После окончания техникума работал в редакциях газет: «Коммунар», московской «Подмосковная кочегарка» и в московском сатирическом журнале «Лапоть». Один год работал во Владивостоке художником в газете «Красное знамя». В 1938 году его приняли в члены Союза художников СССР. В декабре 1941 года в здании газеты «Коммунар» разместилась редакция прибывшей в Тулу газеты 7-й гвардейской армии (бывшая 64-я) «За Родину». С этой газетой в качестве журналиста Ворогушин прошёл длинный фронтовой путь от Сталинграда до Праги. Перед отъездом на фронт в 1942 году Юрий Владимирович женился на Татьяне Александровне Перцевой (1923—2001). В конце войны, в Праге, Юрий Владимирович работал над оформлением издаваемых политотделом книг, среди которых были произведения классики и современная литература. В Праге он сотрудничал с чешским юмористическим журналом «Дикобраз».
После войны, в 1946 году, Юрий Владимирович вернулся в газету «Коммунар». Проработав там два года, перешёл на работу в Тульское областное книжное издательство, где проработал до 1955 года. В этот период художник целиком посвятил себя книжной графике. Далее работал самостоятельно по авторским договорам. Кисти художника принадлежат иллюстрации к произведениям: «Левша» Н. С. Лескова, русские народные сказки, «Записки охотника» И. С. Тургенева, стихотворения Н. А. Некрасова, «История одного города» М. Е. Салтыкова-Щедрина, сказки А. С. Пушкина, басни тульских поэтов. Его карикатуры появлялись на страницах журналов «Крокодил», «Смена» и «Огонёк». В 1961 году прошла выставка его работ в Москве. На страницах «Правды» публиковались его политические карикатуры на международные темы, в журнале «Художник» наряду с рисунками печатались искусствоведческие работы.  В 1964 ему было присвоено звание заслуженного художника РСФСР.
Умер Юрий Владимирович Ворогушин 4 декабря 1965 года. Похоронен на Всехсвятском кладбище Тулы.
В ноябре—декабре 2013 года Тульский областной художественный музей провёл выставку работ художника Ворогушина, посвящённую 100-летию со дня его рождения.
В книге «Род Ворогушиных» высказано предположение о принадлежности рода Ю. В. Ворогушина к одной из родовой ветви Новосильских купцов Ворогушиных. Но документальных и архивных свидетельств, а также в воспоминаниях родственников подтверждения этому нет.

### Семья
- Владимир Григорьевич Ворогушин (1884—1957) — отец;
- Мария Саввична Ворогушина (Бабашева) (1884—1976) — мать;
- Борис Владимирович Ворогушин (1919—1993) — брат;
- Татьяна Александровна Ворогушина (Перцева) (1923—2001) — жена;
- Надежда Юрьевна (1946 г. р.), Елена Юрьевна (1952—2004) — дочери;
- Таисия Иванова — 2-я жена (гражданская).

### Награды
- Орден Отечественной войны II степени;
- Орден Красной Звезды;

Медали:
- За оборону Сталинграда, За победу над Германией в Великой Отечественной войне 1941—1945 гг., За взятие Будапешта.